# Małcz
Małcz – część miasta Lipiany w Polsce położona w województwie zachodniopomorskim, w powiecie pyrzyckim, w gminie Lipiany.
W wyniku zmian granic miasta Lipiany 1.01.2022 r., miejscowość znalazła się na terenie miasta, a tym samym zmienił się rodzaj miejscowości z osada na część miasta.
W latach 1975–1998 miejscowość administracyjnie należała do województwa szczecińskiego.